# 2019年BWFワールドツアー
2019年BWFワールドツアー（英語: 2019 BWF World Tour）は、BWFが主催する、BWFワールドツアーファイナルズまでの全27大会の2019年シーズン。
27大会の内訳は、レベル1（BWFワールドツアーファイナルズ）、レベル2（スーパー1000）が3大会、レベル3（スーパー750）が5大会、レベル4（スーパー500）が7大会、レベル5（スーパー300）が11大会で構成されている。
大会のもう1つのグレードとして、レベル6（スーパー100）があり、2019年は10大会が開催される。

## 優勝選手
| 大会                       | 詳細         | 男子シングルス | 女子シングルス     | 男子ダブルス                                                        | 女子ダブルス      | 混合ダブルス  |
| ファイナルズ               | ファイナルズ | ファイナルズ   | ファイナルズ       | ファイナルズ                                                        | ファイナルズ      | ファイナルズ  |
| -------------------------- | ------------ | -------------- | ------------------ | ------------------------------------------------------------------- | ----------------- | ------------- |
| ワールドツアーファイナルズ | 詳細         | 桃田賢斗       | 陳雨菲             | モハマド・アッサン ヘンドラ・セティアワン                           | 陳清晨 賈一凡     | 鄭思維 黄雅瓊 |
| スーパー1000               |              |                |                    |                                                                     |                   |               |
| 全英オープン               | 詳細         | 桃田賢斗       | 陳雨菲             | モハマド・アッサン ヘンドラ・セティアワン                           | 陳清晨 賈一凡     | 鄭思維 黄雅瓊 |
| インドネシア・オープン     | 詳細         | 周天成         | 山口茜             | マルクス・フェルナルディ・ギデオン ケビン・サンジャヤ・スカムルジョ | 福島由紀 廣田彩花 | 鄭思維 黄雅瓊 |
| 中国オープン               | 詳細         | 桃田賢斗       | カロリーナ・マリン | マルクス・フェルナルディ・ギデオン ケビン・サンジャヤ・スカムルジョ | 陳清晨 賈一凡     | 鄭思維 黄雅瓊 |

| ファイナルズ |
| スーパー1000 |
| スーパー750  |
| スーパー500  |
| スーパー300  |
| スーパー100  |